# 鷹嘴豆煎餅
鷹嘴豆煎餅（Farinata [fariˈnaːta]，或socca [ˈsɔkka]、torta di ceci [ˈtorta di ˈtʃeːtʃi]、cecina [tʃeˈtʃiːna]）是一種義大利食品，發源於利古里亞熱那亞。它是通過將鷹嘴豆粉攪拌到水和橄欖油的混合物中，以形成疏鬆的麵糊製成的。